# Ferrovia Rética
A Ferrovia Rética (em alemão:  Rhätische Bahn; em italiano:  Ferrovia Retica; língua romanche: Viafer Retica), também conhecida pela sigla em alemão RhB, é a maior companhia ferroviária privada da Suíça e segunda mais importante, depois da estatal SBB-CFF-FFS. Conta com cerca de 381 quilômetros de linhas situadas no cantão de Grisões, e em 2002 tinha 1479 funcionários.
|  |

## Património
Desde o dia 6 de julho de 2008, o Comitê da UNESCO inscreveu a Ferrovia Rética com a linha de Albula e da linha da Bernina na lista do Patrimônio da Humanidade. Esta inscrição se refere a 122 quilômetros de via férrea entre Thusis, Sankt Moritz e Tirano, e às 144 pontes e 42 túneis que compõem esse traçado, bem como o entorno paisagístico que o cerca.
Como se localiza em território suíço e italiano, é um patrimônio compartilhado por ambos os países.

## Ferrovias
É nesta linha que circula o célebre Glacier Express entre  St. Moritz e Zermatt  percurso que efectua na linha de Albula e na linha da Bernina.